# Gustav Lindgren

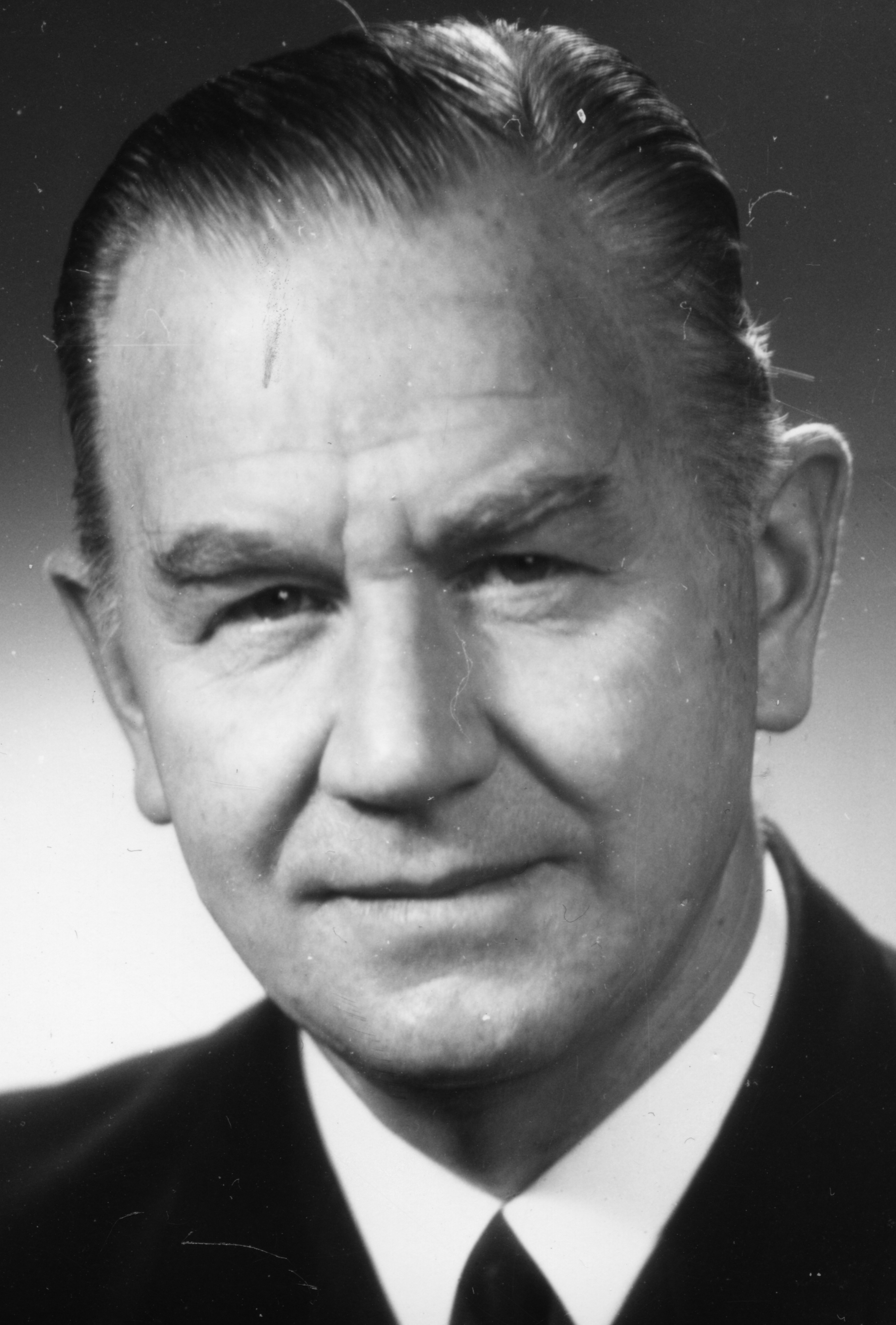
Gustav Lindgren

Per Gustav Lindgren, född 19 oktober 1905 i Stockholm, död 30 april 1989, var en svensk militär.
Efter sjöofficersexamen 1928 blev Lindgren kapten 1940, kommendörkapten av andra graden 1946, av första graden 1951 och kommendör 1954. Han tjänstgjorde vid Försvarsstaben 1942–1945, var sekond på HMS Sverige 1945–1946, chef för Försvarsstabens signaltjänstavdelning 1947–1951, chef för Första ubåtsflottiljen vid Kustflottan 1951–1952, inspektör för Marinens förbindelseväsende 1952–1954, för ubåtstjänsten 1954–1959, chef för Kungliga Sjökrigshögskolan 1959–1961, för Berga örlogsskolor 1961–1966 och för örlogsbasförflyttningen 1966–1970. 
Lindgren var ordförande i Sveriges officersförbund 1956–1965 och i Statstjänstemännens Riksförbund 1964–1968. Han invaldes som ledamot av Örlogsmannasällskapet 1949.

## Utmärkelser
- Kommendör av första klass av Svärdsorden, 6 juni 1962.[1]